# Rhytiphora anaglypta
Rhytiphora anaglypta là một loài bọ cánh cứng trong họ Cerambycidae.